# Iglesia de San Juan Bautista (Hinojosa del Duque)

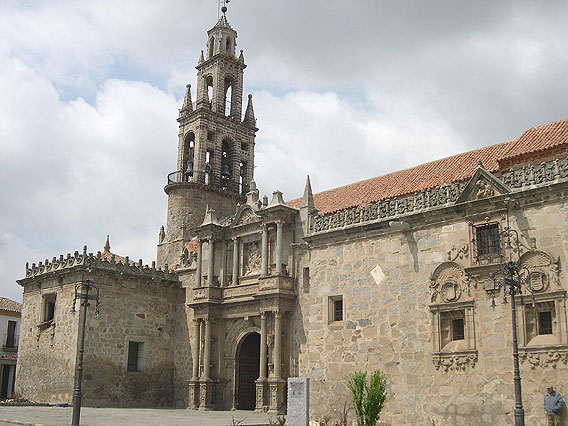
Vista de Portada de la Catedral de la Sierra desde la Ermita de la Virgen del Castillo.

La iglesia de San Juan Bautista, conocida popularmente como catedral de la Sierra, es un templo católico de España. Está situado en Hinojosa del Duque, en la provincia de Córdoba).

## Descripción
La catedral de la sierra, situada en la plaza principal de Hinojosa del Duque, comenzó a construirse en 1530 y fue finalizada en 1571. Levantada en varios períodos contó como maestro mayor o arquitecto a Hernán Ruiz el Viejo (1508-1547), a la muerte de este insigne arquitecto la obra quedó inconclusa y parece que no se reanudó hasta el año 1559 en que fue encomendada a Hernán Ruiz el Mozo quien dirigió las obras hasta su muerte en 1568. Como maestro tallador o escultor contó con Andrés Casquero, el cantero Aparejador fue Domingo Hernández y el maestro Albañil Francisco García.
Considerado Monumento Nacional por Real Decreto de 5 de febrero de 1981, se trata de un templo de origen medieval que se reconstruye a lo largo de las centurias siguientes, con una actuación sobresaliente en el siglo XVI.
Orienta su eje mayor en dirección norte-sur.  El cuerpo de la iglesia se compone de tres naves, la central más ancha, con tres ábsides planos sin crucero separadas por 10 pilares de carácter romanizante, sobre los que descansan los arcos formeros y coro de la iglesia.
Los estilos Gótico, Ojival y Plateresco en su construcción y el barroco en los altares definen a la perfección esta obre que fue construida en varios períodos y decorada, en parte, en lo siglos XVII y XVIII.
La torre es el resultado de tres estilos y tres épocas diferentes. Terminada a mediados del siglo XVIII, en 1754 se construyó el capitel o remate de la torre por el maestro de obre Pedro Antonio Muñoz. A finales de 1799 un fuerte huracán destruyó las obras del capitel, y su reparación la realizó  el maestro arquitecto Andrés Muñoz en 1801.  Es un magnífico precedente arquitectónico ignorado hasta ahora, de la torre de la Mezquita-Catedral de Córdoba, construida diez años después,así como del cuerpo de campanas y capitel de la giralda de Sevilla. 
La portada principal, mezcla de estilos romano y plateresco, costa de dos cuerpos apilastrados en el fondo, ante los cuales avanza lateralmente el entablamiento, sostenido por columnas estriadas y capiteles corintios. Existe una segunda portada de estilo Ojival en la base de la torre con puertas adornadas de grandes clavazones.
En su interior destaca el techo de la nave de en medio, de estilo mudéjar con decoraciones estilo hispano-morisco y el techo del presviterio, ojival en su traza y decorado después con pintura barroca.
El retablo mayor original era de estilo plateresco (obra del siglo XVI) con cinco órdenes, pintado y dorado, con historias de diversas imágenes. Entre 1714 y 1791 se sustituyó por un nuevo retablo de estilo barroco con columnas salomónicas adornadas. La hornacina central acogía una imagen de María Auxiliadora, colocada hacia 1934. El 14 de agosto de 1936 fue destruido por las tropas republicanas de la columna del general Miaja que tomaron la ciudad en el trascurso de la guerra civil española. También se perdieron imágenes, retablos, las campanas originales y el archivo que databa del siglo XV. El nuevo retablo de estilo neogótico, en madera dorada y al natural y con figuras y relieves policromados está constituido por el banco, un cuerpo y un remate que se estructuran en tres calles. Fue donado por la familia Cárdenas-Spínola y bendecido el 12 de octubre de 1947.
Tras la Guerra Civil se inicia la restauración del templo, que había quedado devastado, bajo la dirección del maestro de obras Juan Sánchez Morón. Se picó la piedra exterior que estaba encalada quedando un aspecto similar al primitivo del siglo XVI y se colocó en la hornacina de la portada principal, un relieve berninesco de San Juan Bautista, realizado en Olot en piedra artificial. En el interior se picó también la piedra encalada y se trajeron de Macael losas de mármol de 50x50 cm para el nuevo pavimento. El retablo neogótico de la Virgen del Rosario es obra del artesano local Joaquín Sánchez, el retablo del Corazón de Jesús y el sagrario proceden de los talleres de Félix Granda y la decoración de la capilla se debe al artista cordobés Rafael Díaz Peno.
Son varios los estilos arquitectónicos que en él figuran, desde el tardogótico, Renacimiento en sus diferentes fases, Manierismo y Barroco; con aditamentos importantes en la etapa Contemporánea.
Sus columnas estriadas, capiteles corintios, sus frisos finamente labrados, forman un conjunto artístico y armonioso por su equilibrio y grandeza.
Su nave central posee un artesonado único, de traza Mudéjar y las naves laterales aparecen cubiertas con bóvedas de crucería Gótica.
El baptisterio es la capilla más interesante de esta grandiosa Catedral de granito. De estilo Plateresco con bóveda vaída y de una finísima y delicada decoración. Dispone de una original ventana “de los tres soles” que da a la plaza con magníficos adornos exteriores vid. sobre ella el estudio de MOLINERO MERCHÁN, Juan Andrés, La Catedral de la Sierra. Iglesia parroquial de Hinojosa del Duque, Córdoba, Ed. Excmo. Ayuntamiento de Hinojosa del Duque, 2014.

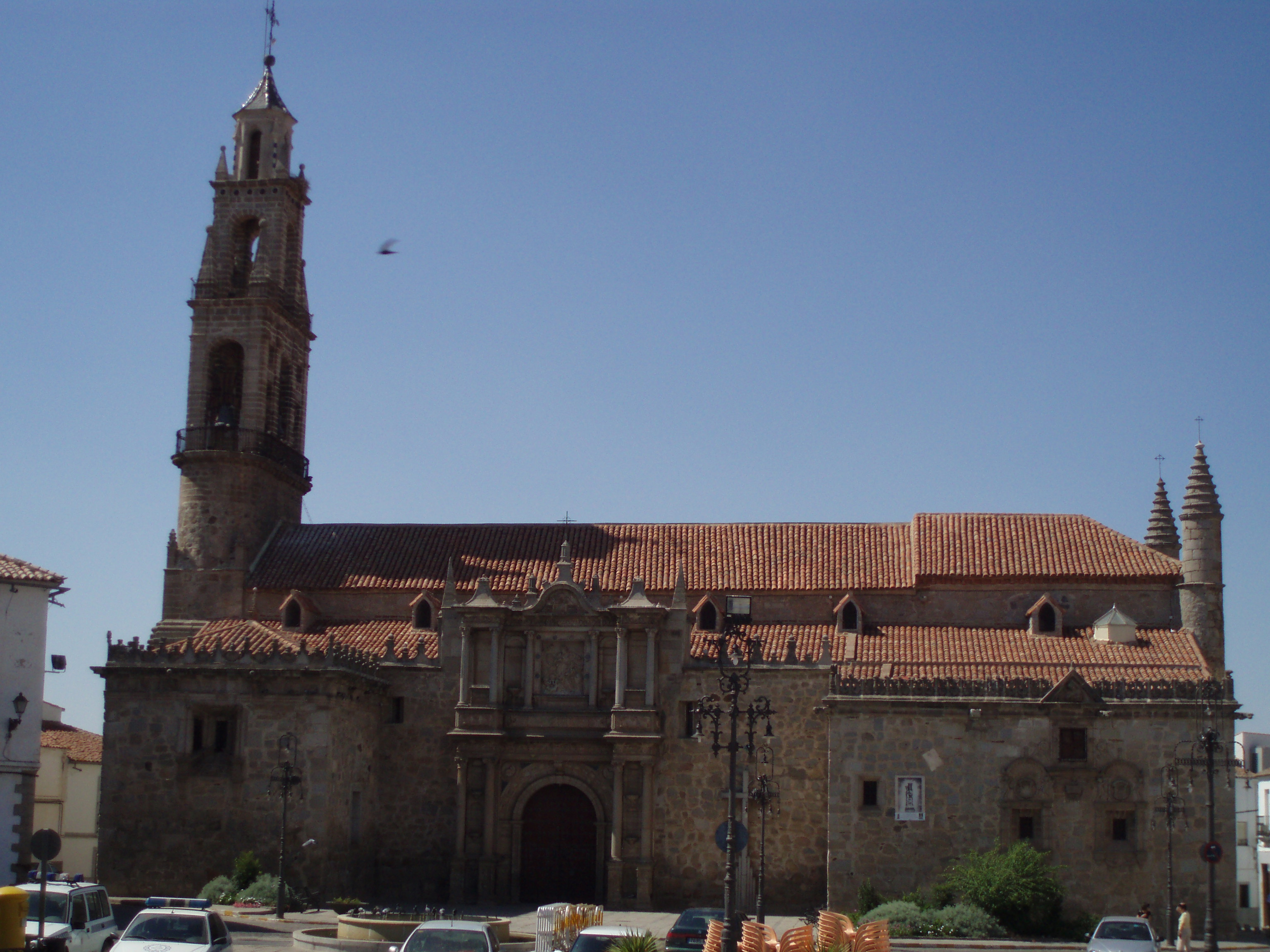
Vista panorámica de la Catedral de la Sierra desde el Ayuntamiento.
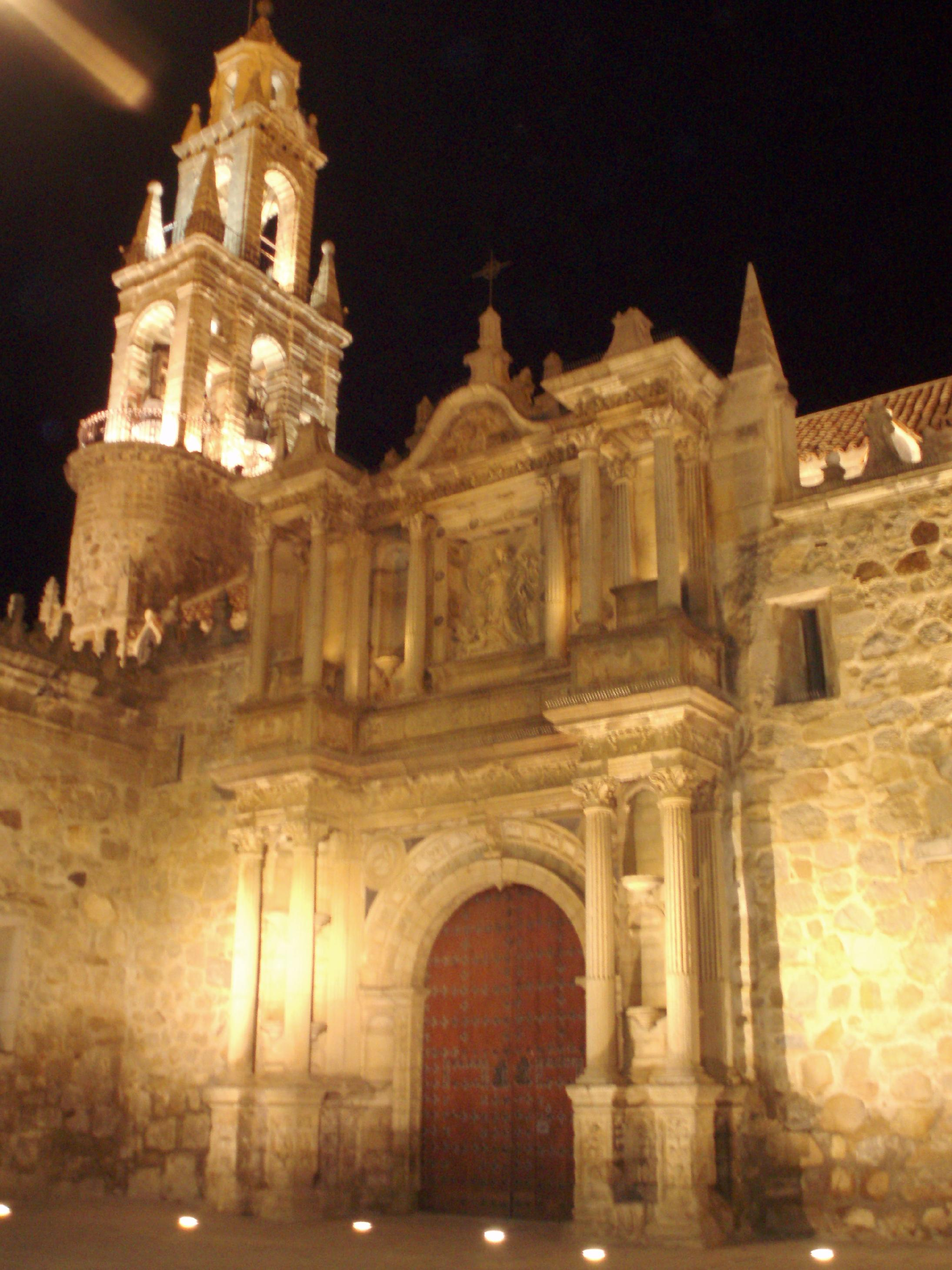
Vista nocturna de la Portada principal y Torre de la Catedral de la Sierra.
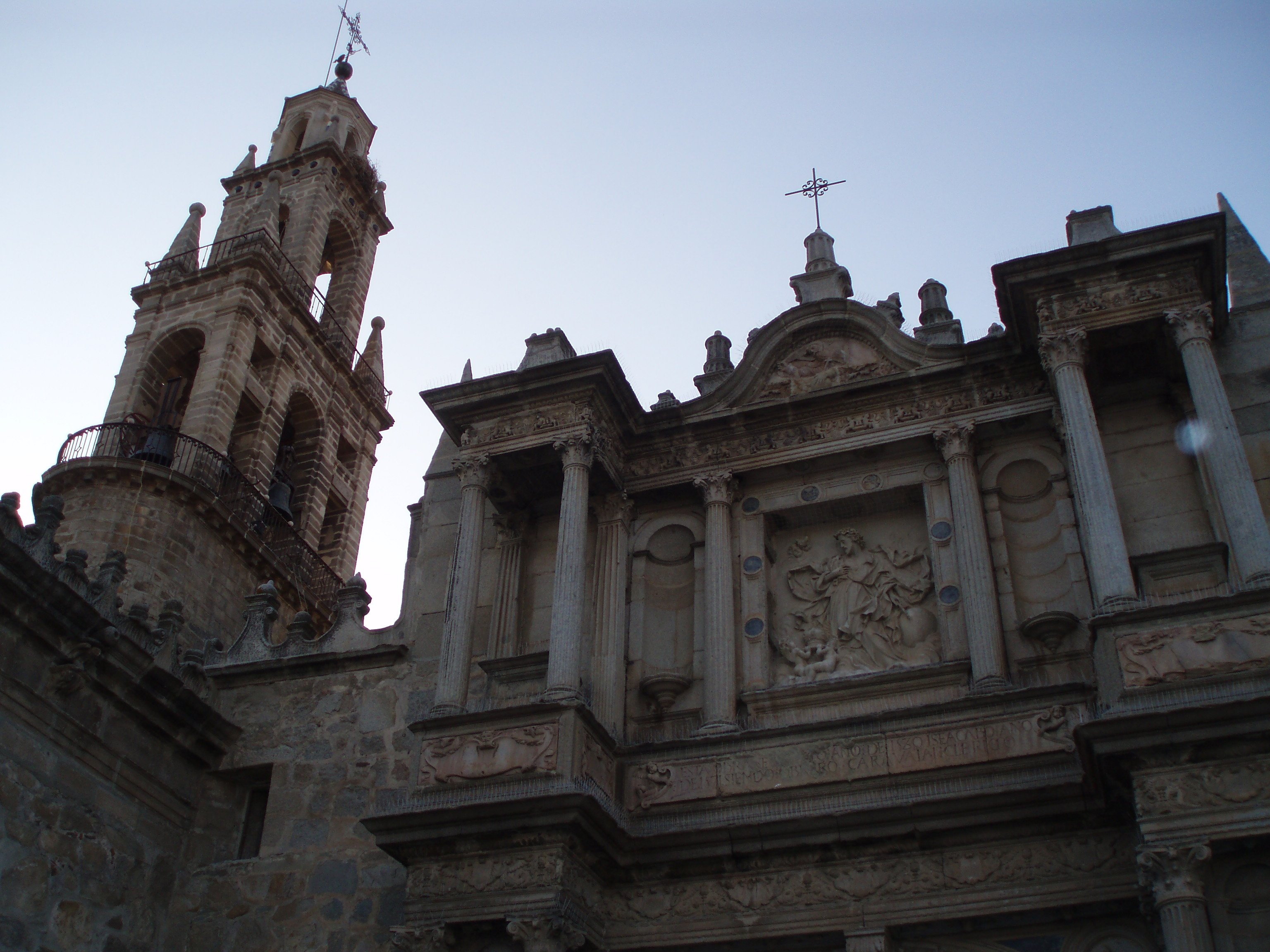
Vista angular de la Portada principal y Torre catedralicia.